# Saglek-Block
Der Saglek-Block ist ein an der Nordostküste Labradors gelegener Krustenblock, dessen Alter bis ins Eoarchaikum zurückreichen. Er gehört somit zu den ältesten Gesteinskomplexen der Erde.

## Etymologie

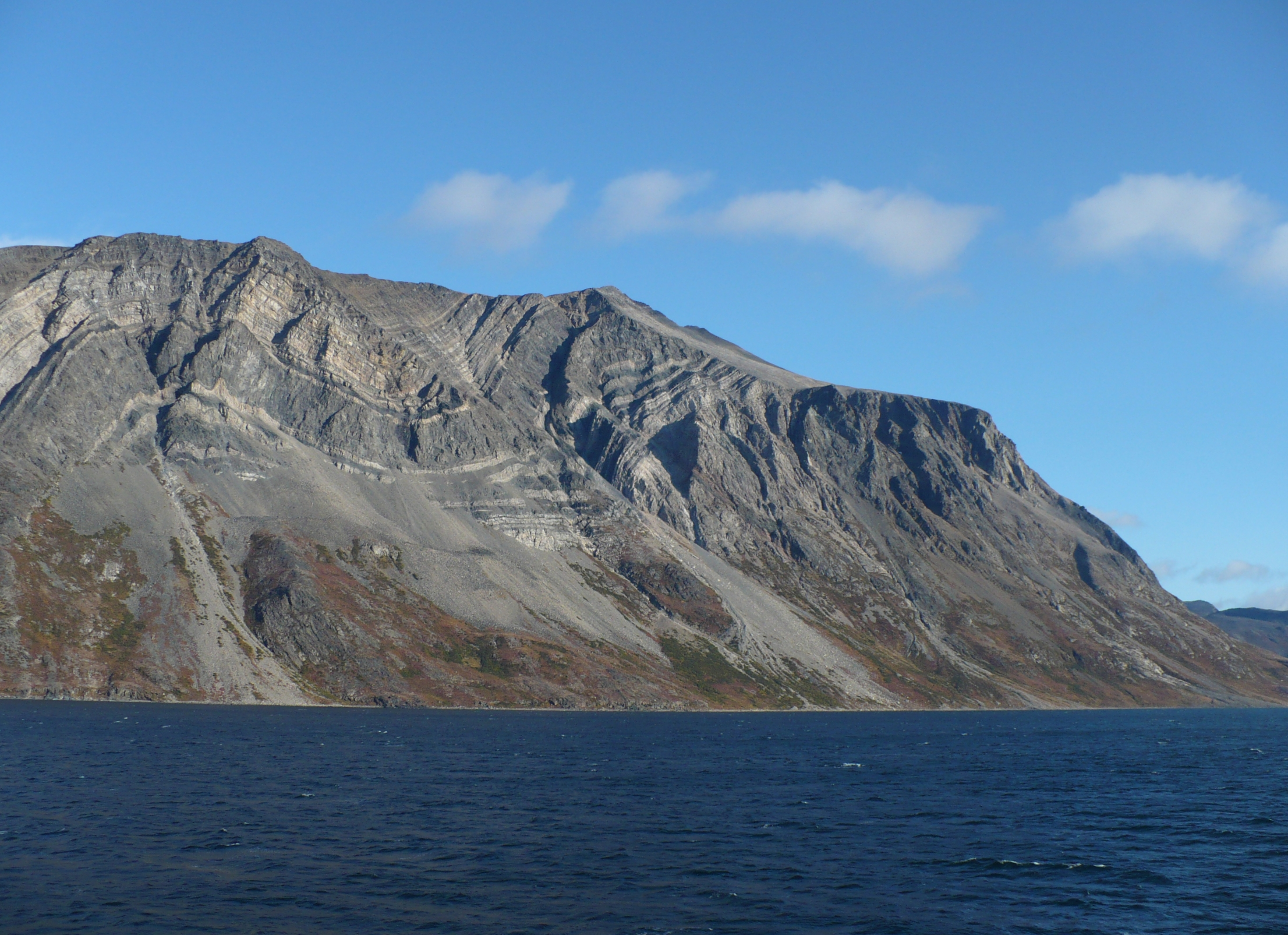
Die Mündung des Saglek-Fjords

Der Name Saglek stammt aus dem Inuktitut und bedeutet „flaches Land“ – im Gegensatz zu den Hochlagen um den Saglek-Fjord.

## Geographie
Der Saglek-Block erstreckt sich entlang der Nordostküste Labradors vom Four Peaks Domain bzw. vom Nachvak-Fjord im Norden bis Nain und dem Makkovik-Fjord im Süden – über eine Distanz von rund 500 Kilometer. Die maximale Breite des Blocks beträgt gut 50 Kilometer.

## Geschichtliches
Eine erste geologische Beschreibung der Ostküstenregion Labradors war 1939 durch E. H. Kranck erfolgt. Anfang der 1970er entstanden dann zahlreiche Arbeiten durch J. M. Barton, David Bridgwater und Kollegen, sowie durch R. W. Hurst und Kollegen.  Wissenschaftliche Arbeiten mit geologischen Kartierungen sowie Datierungen des Saglek-Blocks gehen ins Jahr 1975 zurück und stammen von David Bridgwater und Kollegen sowie von R. W. Hurst und Kollegen. Die neuesten Veröffentlichungen wurden 2021 von Benjamin Wasilewski und Kollegen, 2022 von A. Vezinet und Kollegen und 2024 von Tanmay Keluskar und Kollegen verfasst.

## Einführung
Die genaue prozentuale Ausdehnung der frühen Erdkruste ist nach wie vor sehr umstritten. Dennoch werden die Kratone des Archaikums vorwiegend von SiO2-reichen Gesteinen aufgebaut, welche der TTG-Folge (Tonalite, Trondhjemite und Granodiorite) angehören. Mit Beginn des Proterozoikums um 2.500 Millionen Jahre verringert sich aber die Häufigkeit der TTG-Gesteine deutlich.
Die geochemische Zusammensetzung der TTG-Gesteine unterscheidet sich von der heutigen Erdkruste, es kann daher vermutet werden, dass die TTG-Gesteine durch unterschiedliche Prozesse als den jetzt üblichen entstanden waren. Das Studium alter Krustenbereiche mit TTGs ist daher entscheidend, um ein Verständnis zur Bildung von Kontinenten und deren letztendlichen Stabilisierung zu erlangen. Der Saglek-Block im Norden Labradors ist ein polymetamorphes Terran, dessen TTG-Gesteine bis auf etwas über 3.900 Millionen Jahre zurückreichen und rund 1400 Millionen Jahre Erdgeschichte dokumentieren. Mit dem Acasta-Gneis, dem Nuvvuagittuq-Grünsteingürtel und dem Itsaq-Gneiskomplex ist er eines der ältesten Krustenfragmente der Erde und überspannt das gesamte Archaikum. Somit ist er vorzüglich zur Entschlüsselung von alten Krustenprozessen geeignet.

## Geologie
Der Saglek-Block, auch als Saglek-Hebron-Block oder Saglek-Hebron-Komplex bezeichnet – Englisch Saglek Hebron Complex oder abgekürzt SHC – gehört geologisch zur Nain-Provinz, die den Westrand des Nordatlantik-Kratons bildet.
Der Krustenblock erstreckt sich etwa in Südsüdost-Richtung und hat als natürliche Ostbegrenzung die Labradorsee. Auf seiner Westseite wird er mittels einer sinistralen Seitenverschiebung – der Abloviak Shear Zone – von der Burwell-Domäne im Norden und sodann südlich anschließend vom Torngat-Orogen abgetrennt. Das in Nord-Süd-Richtung verlaufende Torngat-Orogen hat die Nain-Provinz gegen 1800 Millionen Jahre wiederaufgearbeitet und sie mit den archaischen Terranen der Churchill-Provinz und mit paläoproterozoischen Inselbogengesteinen der Burwell-Domäne in Kontakt gebracht. Seine Südbegrenzung bildet die mesoproterozoische Nain-Plutonitfolge sowie der anschließende Hopedale-Block. Möglicherweise sind auch noch die Avayalik-Inseln im Norden zum Saglek-Block hinzuzurechnen.
Die Gesteine bestehen aus Quarz-Feldspat-Gneisen (Orthogneisen), deren Protolithen vormals Granitoide waren. In sie eingelagert sind relativ unbedeutende Gürtel und Enklaven (Meter- bis Kilometerdimension) mit suprakrustalen Gesteinen. Die geodynamische Evolution des Saglek-Blocks ist komplex und dauerte von zirka 3900 bis 2500 Millionen Jahre – mit mehreren Phasen von Magmatismus, Metamorphose und Verformung.
Der Block wird von der Nord-Süd-streichenden Handy Fault in zwei Segmente unterschiedlichen Krustenniveaus unterteilt. Das westliche Segment erlitt eine granulitfazielle Metamorphose, das östliche Segment hingegen ist amphibolitfaziell im Norden und geht dann seinerseits erst am Hebron-Fjord in die Granulitfazies über.
Generell wird der Saglek-Block von TTG-Gneisen (Tonaliten, Trondhjemiten und Granodioriten) dominiert, in welche suprakrustale Lithologien eingelagert sind. Beide wurden sodann von jüngeren Granitoiden und mafischen Gängen intrudiert.

### Metamorphosen
Dem Saglek-Block widerfuhren mindestens zwei hochgradige Metamorphosen – einmal um 3620 Millionen Jahre (auch 3630 bis 3570 Millionen Jahre – mit kontinentaler Wiederaufarbeitung) und sodann granulitfaziell um 2760-2600 Millionen Jahre. Der ersten hochgradigen Metamorphose hatte sich um zirka 3560 Millionen Jahre noch ein magmatisches Ereignis angeschlossen, das im Tigigakyuk Inlet durch das Eindringen eines Monzonits repräsentiert wird.
Die um 2700 Millionen Jahre zentrierte, hochtemperierte und duktile Metamorphose erfasste nahezu den gesamten Saglek-Block und erzeugte die dominante Foliation (engl. gneissosity) im Uivak-Gneis, in sämtlichen älteren Gneisen sowie in den suprakrustalen Metasedimenten und Metavulkaniten. Das hochgradige Ereignis macht sich im Zeitraum 2770 bis 2680 Millionen Jahre bemerkbar, mit einem deutlichen Peak bei 2710 Millionen Jahre und einem sekundären Peak bei 2740 Millionen Jahre (in Zirkonen) und 2730 Millionen Jahre (in Monaziten).
Um 2500 Millionen Jahre folgte noch ein thermisches Ereignis in der Oberen Amphibolitfazies und schließlich um 2200 Millionen Jahre ein abschließendes Ereignis in der Grünschieferfazies. Auch das bei 2500 Millionen Jahre gelegene Ereignis bewirkte duktile Deformation. Es dauerte von 2570 bis 2500 Millionen Jahre – mit einem Peak bei 2550 Millionen Jahre (bei Zirkonen und Monaziten) und einem sekundären Peak bei 2515 Millionen Jahre (bei Monaziten).
Die neoarchaischen Ereignisse um 2700 und 2500 Millionen Jahre bewirkten in bereits existierenden Granitoiden des Saglek-Blocks teilweises, partielles, in-situ Aufschmelzen (Anatexis) und Migmatitisierung. Gleichzeitig einher ging die Bildung von posttektonischen, granitischen Stöcken, Gängen und Lagergängen.
Die Graugneise des Saglek-Blocks sind aufgrund der amphibolit- und granulitfaziellen Metamorphosen extensiv rekristallisiert und verformt. Folglich besteht durchaus die Möglichkeit, dass sich die primär magmatische Zusammensetzung verändert hat. Metamorphose und hydrothermale Einwirkungen können sich bei Elementen mit großem Ionenradius (LILE – engl. Large ion lithophile elements – darunter Rubidium, Barium, Kalium, Strontium, Blei und Thorium) und auch bei den leichten LREE (engl. Light rare earth elements) bemerkbar machen. Die HFSE (engl. high field strength elements) und die schweren HREE (engl. Heavy rare earth elements) sind hingegen relativ immobil.

## Lithologie

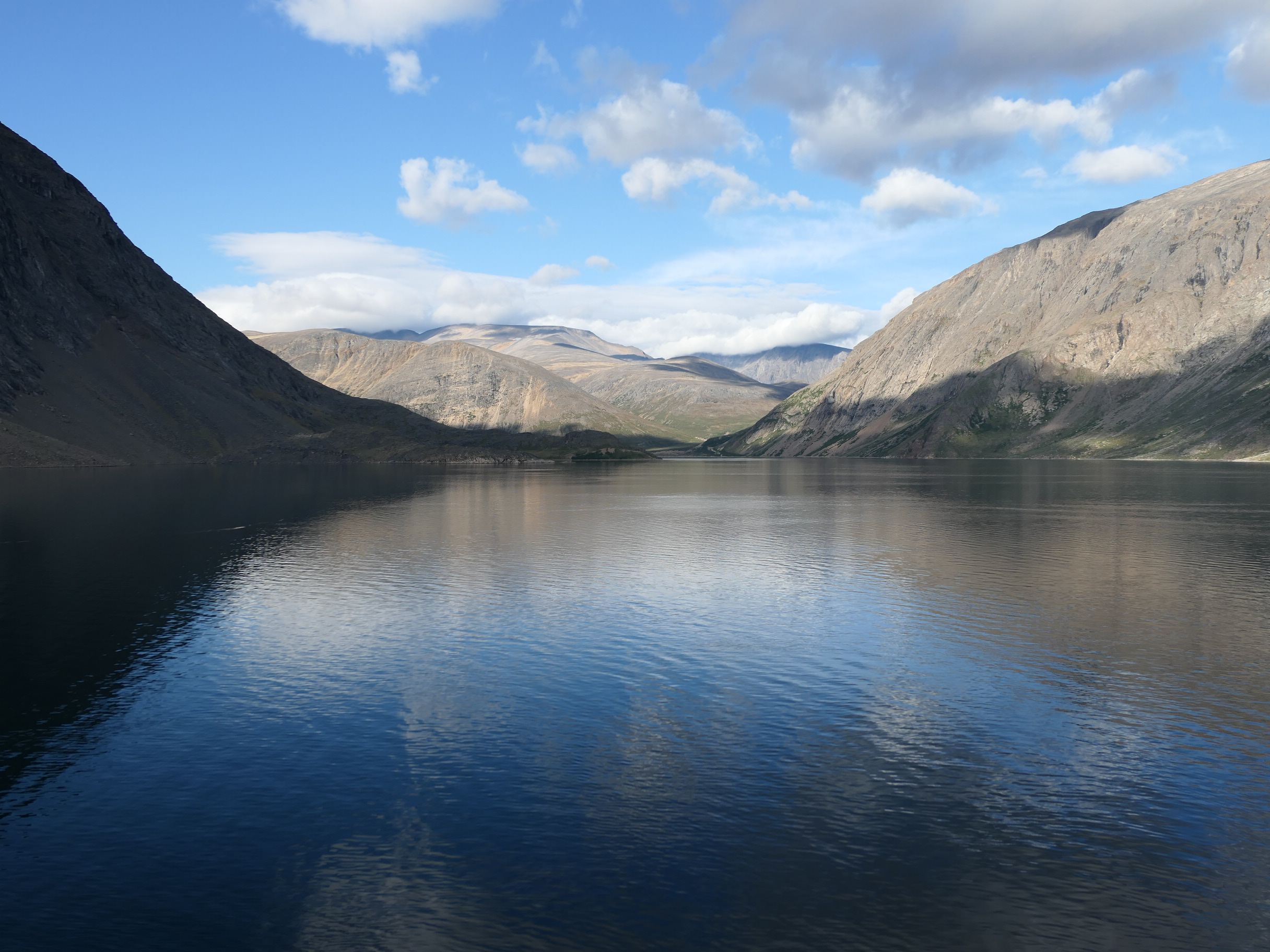
Der Nachvak-Fjord, Nordbegrenzung des Saglek-Blocks

Die archaischen Gesteine werden eindeutig vom Uivak-Gneis beherrscht. Dieser wurde vormals in einen Bändergneis (Uivak I) und in einen Augengneis (Uivak II) unterteilt. Jüngere Gneise werden sodann als Lister-Gneis bezeichnet.
Die Gneise des Saglek-Blocks zeigen Ähnlichkeiten mit dem Südwesten Grönlands. Beide Gebiete sind jetzt durch die Öffnung der Labradorsee voneinander getrennt. Der Bändergneis Uivak I ähnelt dem Amitsoq-Gneis in Grönland – einem eoarchaischen TTG-Gneis, der Augengneis Uivak II jedoch Augengneisen aus dem Amitsoq-Gneis sowie einer Folge eisenreicher Magmatite innerhalb der TTG-Gneise. Die eisenreiche magmatische Folge ist in Grönland rund 3600 Millionen Jahre alt und ist aus der Hybridisierung eines mafischen Mantelmagmas mit Krustenschmelzen hervorgegangen. Im Amitsoq-Gneis sind aber auch 3200 Millionen Jahre alte Augengneise vorhanden. Altersabschätzungen für die Augengneise im Saglek-Block streuen zwischen ursprünglich 3600 und neuerdings 3300 Millionen Jahre.

### Iqaluk-Gneis
Der Iqaluk-Gneis (manchmal auch als Nanok-Gneis bezeichnet) – ein Graugneis – ist der älteste der Granitoid-Gneise im Saglek-Block. Es handelt sich um einen Graugneis von TTG-Zusammensetzung, der Alter von etwas mehr als 3900 Millionen Jahre geliefert hat. Laut Masanori Shimojo und Kollegen (2016) liegt der Iqaluk-Gneis im Zeitintervall 3960 bis 3890 Millionen Jahre, mit einem Maximum bei 3915 Millionen Jahre. Er kann aber auch bis auf 3860 Millionen Jahre herabreichen. Neuerdings werden die sehr hohen Alter (beispielsweise 3920 ± 49 Millionen Jahre)  angezweifelt und der Iqaluk-Gneis wird jetzt bei 3869 ± 6 Millionen Jahre angesiedelt.

### Uivak-Gneis
Der vorherrschende Uivak-Gneis wurde von David Bridgwater und Kollegen im Jahr 1975 als eine zusammengesetzte Gruppe von Quarz-Feldspat-Gesteinen definiert. Wahrscheinlich stellen diese keine einheitliche magmatische Abfolge dar. Sie werden aber als lithologische Einheit zusammengefasst, da die Uivak-Gneise alle von den Saglek-Gängen durchsetzt werden.
Der Uivak-Gneis wurde in zwei Haupttypen unterteilt:
- frühe Graugneise
- porphyrische Granitgneise.

Die frühen Graugneise wurden sodann als Uivak I-Gneis bezeichnet und als migmatisierte, tonalitische bis granodioritische Gneise (TTG-Gneise) beschrieben. Die Graugneise stellen eine recht monotone Abfolge mittel- bis feinkörniger Gneise dar. Sie zeichnen sich durch eine distinkte Bänderung aus, welche durch grobkörnigere, leukokratische Lagen definiert wird. Die Bänder variieren zwischen 2 und 3 Millimeter, können aber bis zu 4 bis 5 Zentimeter dick werden und 5 bis 10 % der Gesamtgesteinsmasse ausmachen. Die meisten leukokraten Bänder hatten sich bereits sehr früh herausgebildet, d. h. noch vor dem Eindringen der Saglek-Gänge.
Die vergleichsweise selteneren porphyrischen Granitgneise – teilweise hervorgegangen aus bereits vorhandenem Krustenmaterial – erhielten die Bezeichnung Uivak II-Gneis, beschrieben als eisenreiche, porphyrische Granodiorite und Ferrodiorite.
Die Gesteine treten als typische Augengneise auf – mit einer deutlich ausgeprägten Foliation und Lineation. Die Feldspat-Porphyroklasten sind in Bereichen starker Verformung abgeplattet und gestreckt, so dass eine Bänderung entsteht. Es lassen sich vier Typen unterscheiden: ein grobkörniger Granitgneis mit großen gestreckten Feldspataugen, ein hornblendereicher Ferrodiorit, ein feldspatführender, biotitreicher Quarzmonzonit sowie dünne, hornblendereiche Gänge. Alle vier Typen sind im Vergleich zum Uivak I-Gneis reich an Eisen. Der Augengneis Uivak II wird auch als Maidmonts-Gneis oder als Iluilik-Augengneis bezeichnet – mit Altern zwischen 3380 und 3300 Millionen Jahren.
In den Augengneisen (Uivak II) sind Xenolithen aus Bändergneisen (Uivak I) eingeschlossen. Dies belegt eine duktile Verformung der Bändergneisprotolithen, ehe sie in den Augengneis inkorporiert wurden. In hochgradig verformten Bereichen der Augengneise definieren Porphyroklasten von Alkalifeldspat die kompositionelle Lagerung. Es ist dort folglich schwierig, nur anhand von strukturellen Kriterien die beiden Gneistypen auseinanderzuhalten.
Bisherige Altersangaben zu den magmatischen Vorgängern der Bändergneise liegen alle über 3600 Millionen Jahre (angegeben wird die Zeitspanne 3863 bis 3732 Millionen Jahre), die Augengneise sind mit Altern zwischen 3600 und 3300 Millionen Jahre eindeutig jünger.
Komiya und Kollegen (2017) untergliedern jedoch die Uivak-Gneise jetzt in 5 Einheiten (Uivak A bis Uivak E), die sich über die Zeitspanne 3890 bis 3610 Millionen Jahre erstrecken. Sie sind somit das Ergebnis eines kontinuierlichen und langwierigen Magmatismus, der 280 Millionen Jahre überdauerte. Die Autoren ordnen den einzelnen Einheiten folgende Zeitabschnitte zu:
- Uivak A – 3890 bis 3850 Millionen Jahre
- Uivak B – 3850 bis 3800 Millionen Jahre
- Uivak C – 3800 bis 3750 Millionen Jahre
- Uivak D – 3750 bis 3680 Millionen Jahre
- Uivak E – 3680 bis 3610 Millionen Jahre.

Die von den Autoren angenommene Kontinuität wird aber nicht von allen Bearbeitern geteilt.

### Lister-Gneis
Der Lister-Gneis ist jünger als die Uivak-Gneise und ist aus einem tonalitischen Granitoiden hervorgegangen (ebenfalls ein TTG-Gneis). Er wurde erstmals im Jahr 1989 von Lasse Schiøtte und Kollegen an seiner Typlokalität auf Lister Island aufgefunden. Der Lister-Gneis ist ein felsischer Orthogneis, der amphibolitfaziell metamorphosiert wurde und geochemisch dem Bändergneis (Uivak I) recht ähnlich ist. Er ist aber mit zirka 3250 Millionen Jahre bedeutend jünger. Angegeben wird auch die Zeitspanne 3350 bis 3240 Millionen Jahre für den Lister-Gneis.
Uivak-Gneis und Lister-Gneis kommen nicht miteinander in Kontakt, außerdem besitzen die beiden Gneise völlig unterschiedliche Isotopencharakteristiken. David Bridgwater und Lasse Schiøtte (1991) zufolge haben sich beide Gneisarten voneinander getrennt entwickelt und kamen erst später in Kontakt. Auf Parkavik Island südlich des Hebron-Fjords wird ein 3250 Millionen Jahre alter Granitoid – vom gleichen Alter wie der Lister-Gneis – von einer leukokraten, zirka 3000 Millionen Jahre alten Granitoidplatte intrudiert.

### Neoarchaische Granitoide
Der Saglek-Block wurde im Neoarchaikum von Granitoiden intrudiert, deren Peak bei 2766 Millionen Jahre angesiedelt ist.

### Suprakrustalgesteine
Die Suprakrustalgesteine sind hauptsächlich aus dem Erdmantel abgeleitete Gesteine – mafische Metavulkanite und Ultramafite – sie führen untergeordnet aber auch chemische und klastische Metasedimente. Ihre beiden Einheiten sind in ihrer Zusammensetzung recht ähnlich und können vorwiegend als tholeiitische Basaltströme interpretiert werden, welche jedoch gewisse differenzierende Abweichungen voneinander aufweisen. Die suprakrustalen Gesteine sind im Saglek-Block mehr oder weniger überall anzutreffen und nehmen im Vergleich zu den Orthogneisen zwischen 20 und 40 % der Gesamtoberfläche ein.

#### Nulliak-Suprakrustalgesteine
Die eoarchaischen Nulliak-Suprakrustalgesteine (engl. auch Nulliak assemblage) umfassen mafische bis felsische Metavulkanite, in denen ultramafische Knollen eingelagert sind, ferner Gabbros, Metakomatiite, Amphibolite und Anorthosite sowie Metasedimente klastischen und auch chemischen Ursprungs. Unter den klastischen Gesteinen befinden sich Pelite und auch Konglomerate. Als chemische Sedimente fungieren Bändererze, Chert und auch Karbonate. Die Suprakrustalgesteine treten entweder als konforme Lagen innerhalb der Bändergneise (Uivak I) auf oder erscheinen als Xenolithen innerhalb der Augengneise (Uivak II). Die Nulliak-Suprakrustalgesteine sind somit insgesamt als äquivalent zur Akilia-Assoziation in Westgrönland anzusehen.
Oft sind die Kontaktverhältnisse nicht eindeutig zu entscheiden. Dennoch wird davon ausgegangen, dass die Uivak-Gneise mancherorts in die Nulliak-Suprakrustalgesteine intrudierten. Die Suprakrustalgesteine sind folglich älter als die Bändergneise – ihr genaues Alter ist aber nach wie vor umstritten, wahrscheinlich jedoch älter als 3869 Millionen Jahre.

#### Upernavik-Suprakrustalgesteine
Die mesoarchaischen Upernavik-Suprakrustalgesteine wurden anfangs als Metasedimente definiert – darunter Pelite, Quarzite, Psammite, Konglomerate, Chert und Karbonate (Marmore) mit zwischengeschalteten, metamorphosierten Plutoniten – beispielsweise Amphiboliten, mafischen Laven und Lagergängen, ultramafischen Knollen und lagigen mafischen Körpern.

### Saglek-Gänge
Die meist recht dünnen, stark verformten Saglek-Gänge durchschlagen sowohl die Nulliak-Suprakrustalgesteine als auch die Bändergneise (Uivak I). Sie sind porphyrisch und reich an Plagioklas. David Bridgwater und Kollegen (1975) definierten die Saglek-Gänge als eine Abfolge amphibolitfazieller, mafischer Intrusiva mit Plagioklas-Großkristallen. In Bereichen geringer Verformung (engl. low-strain areas) sind sie gegenüber den Wirtsgesteinen diskordant. Dieses Verhalten unterscheidet sie von anderen mafischen Einschlüssen. Sie waren jedoch bereits in stark verformten Zustand intrudiert. Nach ihrer Intrusion wurden sie weiter metamorphosiert, in eine Parallelität mit den bestehenden Strukturen hineinrotiert und boudiniert.

## Petrologie

### Mineralogie
Der Uivak-Gneis besteht mineralogisch zu 15 bis 30 Volumenprozent aus Quarz, zu 55 bis 60 Volumenprozent aus Oligoklas, zu 5 bis 15 Volumenprozent aus Alkalifeldspat und zu 3 bis 15 Volumenprozent aus Biotit. Akzessorisch enthält er Hornblende, Epidot, Chlorit, Titanit und Zirkon.
Trondhjemitische Orthogneise beispielsweise von Big Island und Little Island führen als Hauptminerale Quarz, Plagioklas, Alkalifeldspat und Biotit. Auf Big Island gesellt sich hier auch noch Hornblende hinzu. Akzessorisch sind Apatit und Zirkon. Sekundär erscheinen Chlorit und Serizit sowie auf Little Island Epidot. Granitische Orthogneise wie beispielsweise in St. John's Harbour oder auf Maidmonts Island führen Quarz, Plagioklas, Alkalifeldspat, Biotit und Pyrit (auf Maidmonts Island), als Akzessorien Apatit und Zirkon und als Sekundärminerale Chlorit, Serizit und Epidot.
Die Eisendiorite enthalten neben sehr dunklem Biotit und Amphibolen als reichhaltige  Akzessorien Zirkon, Allanit, Titanit und Apatit.

### Geochemie

#### Hauptelemente
Bei den Hauptelementen bestehen folgende geochemische Analysen:
| Oxid Gew. % | Fe-Dioritgneis | Dioritgneis | Granodioritgneis | Durchschnittsgneis | Durchschnittlicher Amitsoq-Gneis | Granitgneis | Granitgneis |
| ----------- | -------------- | ----------- | ---------------- | ------------------ | -------------------------------- | ----------- | ----------- |
| SiO2        | 63,10          | 63,30       | 66,00            | 68,60              | 69,45                            | 70,80       | 73,70       |
| TiO2        | 1,36           | 0,60        | 0,27             | 0,40               | 0,31                             | 0,40        | 0,14        |
| Al2O3       | 12,80          | 18,00       | 18,50            | 15,90              | 15,18                            | 14,37       | 14,60       |
| Fe2O3tot    | 11,30          | 3,50        | 2,48             | 2,53               | 2,51                             | 3,09        | 1,28        |
| MnO         | 0,11           | 0,04        | 0,03             | 0,03               | 0,04                             | 0,03        | 0,02        |
| MgO         | 1,46           | 1,47        | 1,19             | 0,94               | 0,81                             | 0,67        | 0,45        |
| CaO         | 3,91           | 3,05        | 3,49             | 2,60               | 2,80                             | 1,76        | 1,51        |
| Na2O        | 2,96           | 4,50        | 5,66             | 5,28               | 4,50                             | 3,79        | 4,53        |
| K2O         | 2,16           | 1,16        | 1,43             | 2,47               | 2,47                             | 4,13        | 3,56        |
| P2O5        | 0,43           | 0,20        | 0,07             | 0,13               | 0,12                             | 0,13        | 0,05        |
| LOI         |                |             | 1,21             |                    |                                  | 0,60        | 0,26        |

Sämtliche Orthogneise sind felsisch mit einem SiO2-Gehalt von 66,0 bis 73,7 Gewichtsprozent. Bei den Fe-Dioritgneisen und gabbroischen Dioritgneisen kann jedoch der SiO2-Gehalt bis auf 55 Gewichtsprozent absinken, diese Gesteine sind somit intermediär. Der Al2O3-Gehalt variiert zwischen 12,8 und 18,5 Gewichtsprozent. Der Natriumgehalt bewegt sich zwischen 3,0 und 5,7 Gewichtsprozent, der Kaliumgehalt zwischen 1,2 und 4,1 Gewichtsprozent. Dies drückt sich in einem variablen K2O/Na2O-Verhältnis von 0,25 bis 1,09 aus. Feinkörnige und porphyroblastische Gneise nehmen hierbei die hohen Verhältnisse ein. Die Oxide von Totaleisen, Magnesium, Mangan und Titan schwanken zwischen 1,9 und 5,4 Gewichtsprozent, hiervon ausgenommen natürlich die Eisendiorite, die einen Wert von mehr als 14 Gewichtsprozent erreichen.
Im TAS-Diagramm fallen die meisten Gneisproben in das Granit- und Granodioritfeld. Einige Proben sind Quarzmonzonite und Monzonite. Die Augengneise (Uivak II) können auch als Diorite und gabbroische Diorite erscheinen. Das normierte Dreiecksdiagramm Albit (Ab)–Anorthit (An)–Orthoklas (Or) erlaubt es, Tonalit, Trondhjemit, Granodiorit und Granit voneinander zu unterscheiden. Demzufolge finden sich die Uivak-Gneise in den Feldern Tonalit, Trondhjemit und Granit. Die Augengneise (Uivak II) erscheinen in allen vier Feldern. Der Lister-Gneis ist hier auf das Tonalitfeld beschränkt.
Die Gneise sind metaluminos bis peraluminos mit einem A/CNK-Verhältnis von 0,8 bis 1,1. Ihr A/NK-Verhältnis bewegt sich zwischen 1,1 und 2,0, die Gesteine sind somit nicht peralkalisch.
Im AFM-Diagramm folgen die Gneise überwiegend einem kalkalkalischen Trend, sie können sich aber auch sehr stark der AF-Seite annähern. Einige Augengneise (Uivak II) können auch dem tholeiitischen Trend folgen.
Im Nb/Ta-Diagramm schließlich können die Gneise als Mittel- und Hochdruck-TTG eingeordnet werden und ähneln auch hierin sehr stark den Gneisen Südwest-Grönlands. Der Augengneis (Uivak II) gibt sich jedoch als Niedrigdruck-TTG zu erkennen.
Bemerkenswert ist die sehr gute Übereinstimmung der Durchschnittsanalyse mit dem Durchschnittswert der Amitsoq-Gneise Südwest-Grönlands.

#### Spurenelemente
Bei den Spurenelementen sind Barium (bis 1232 ppm) und Rubidium (bis 174 ppm) gegenüber dem Primitiven Mantel (engl. Primitive Mantle oder PM) stark angereichert. Die Gneise haben relativ hohe LREE-Werte (beispielsweise 11,0 bis 99,1 ppm Lanthan), die schweren HREE hingegen haben recht niedrige Werte (beispielsweise 0,22 bis 0,39 ppm Ytterbium). Das La/Yb-Verhältnis ist somit recht hoch und schwankt zwischen 28 und 310 (ist niedrig in Granodioritgneisen). Es kann in Granitgneisen sogar Extremwerte von 3010 erreichen und hierbei auch negative Europiumanomalien an den Tag legen, welche ansonst nur schwach oder gar nicht ausgeprägt sind. Die archaischen, normalisierten Ytterbium-Werte YbN sind generell sehr niedrig (bei den Gneisen 0 bis 4, ansonst bis 8,5), erst im Proterozoikum ab 2.500 Millionen Jahre wachsen sie auf über 20 an und liegen dann zwischen 4 und 24. Die Mehrzahl der Gneise hat sehr ähnliche Surenelementprofile, die sich durch sehr negative Niob-Tantal- und Phosphor-Anomalien auszeichnen, begleitet von schwach bis mäßig negativen Titananaomalien und einem kleinen Strontiumpeak. Die Konzentration an Uran kann recht niedrig werden (bis 0,1 ppm), im Gegensatz zu Thorium (bis 19,3 ppm) und Zirconium.

## Zusammenschau

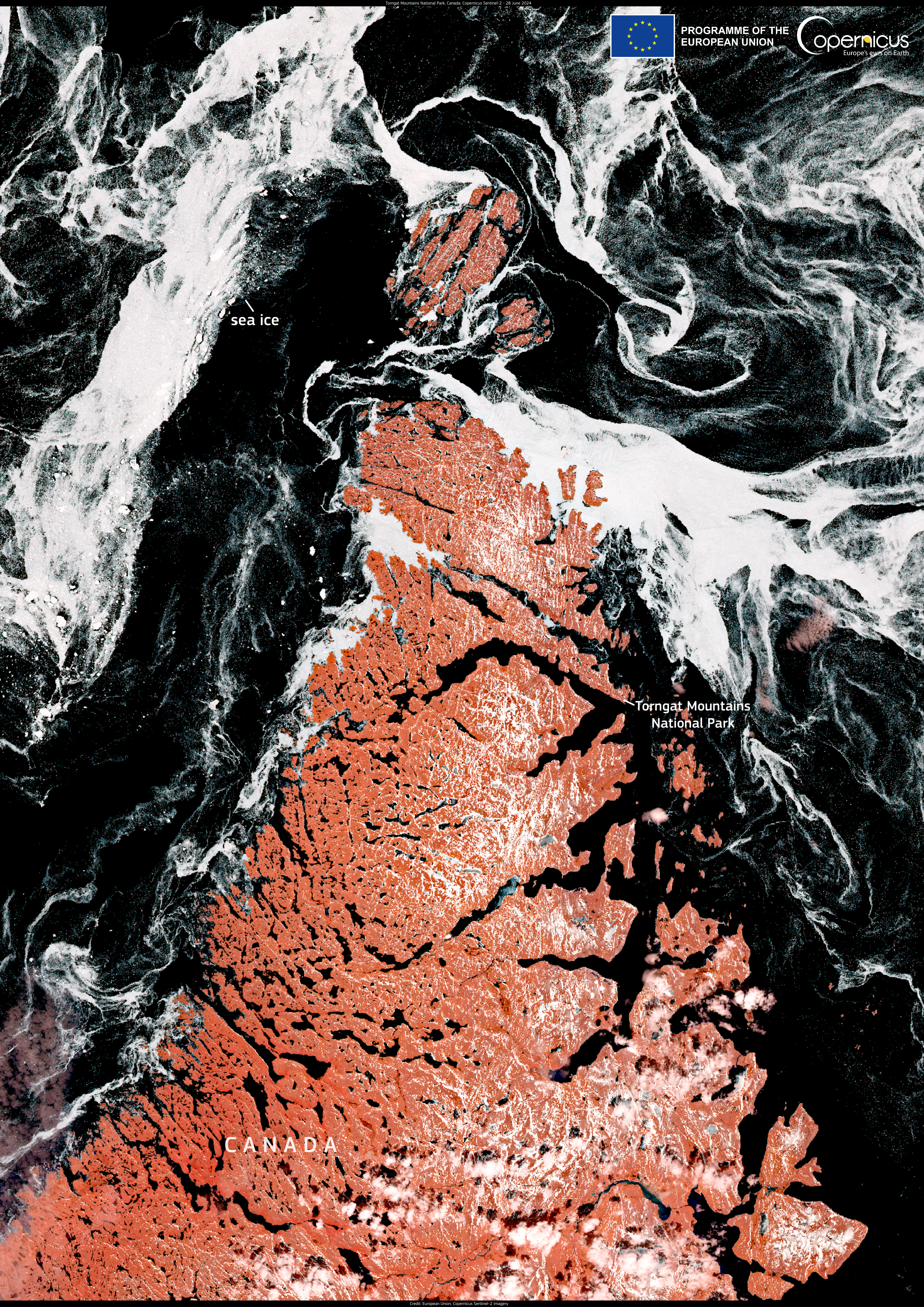
Satellitenaufnahme (Copernicus, Sentinel-2) vom Nordteil Labradors. Der Sagleck-Block nimmt in etwa die Südosthälfte ein.

Eines der meist debattierten Themen in der frühen Erdentwicklung betrifft das für die Bildung der archaischen Kratone verantwortliche tektonische Regime. Die geochemische Zusammensetzung uralter Gesteinskomplexe – und insbesondere ihre Isotopenverhältnisse – wurden allseits herangezogen, um die damals herrschenden, tektonischen bzw. geodynamischen Bildungsbedingungen einengen zu können. Dennoch herrscht über die frühe Geodynamik nach wie vor keine Einstimmigkeit.
Auch wenn die geochemische Zusammensetzung der Metavulkanite des Saglek-Blocks nicht den oberhalb von Subduktionszonen angetroffenen Signaturen entspricht, so befürworteten Komiya und Kollegen (2015) dennoch ein Subduktionszenario im Saglek-Block während des Eoarchaikums. Sie stützten dies auf ihren Geländebefund von Duplex-Strukturen in den Nulliak-Suprakrustalgesteinen und verglichen diese mit den großen Akkretionsprismen im Japangraben. Laut ihrem Modell gingen die Uivak I-Granitoide aus dem Aufschmelzen basaltischer Kruste hervor – und zwar innerhalb eines Akkretionskomplexes in relativ geringer Tiefe. Dem ist aber nun entgegenzuhalten, dass die Iqaluk- und Uivak I-TTGs eine sehr starke Abreicherung an HREE an den Tag legen – welche am besten durch das Aufschmelzen eines granathaltigen Ausgangsgesteins zu erklären ist. Dies widerspricht wiederum dem flachgründigen Aufschmelzen einer tholeiitischen oder eventuell auch komatiitischen Kruste.
Während der 1400 Millionen Jahre anhaltenden Evolution des Saglek-Blocks können sechs herausragende, magmatische Ereignisse mit grosso modo felsischem Chemismus und vier Metamorphosen unterschieden werden. Das älteste magmatische Ereignis um 3850 Millionen Jahre wurde zum Iqaluk-Gneis, um 3750 Millionen Jahren entstand sodann der Uivak I-Gneis (Bändergneis/Graugneis), um 3600 Millionen Jahre der Uivak II-Gneis (Augengneis), um 3330 Millionen Jahre der Iluilik-Gneis, um 3230 Millionen Jahre der Lister-Gneis und zwischen 2800 und 2700 Millionen Jahre bildeten sich schließlich die neoarchaischen Granitoide. Die Metamorphosen erfolgten um 3620, 2700, 2500 und 2200 Millionen Jahre.
Die chondritischen bis subchondritischen Hafnium-Gehalte eoarchaischer Zirkone in den meisten anderen frühzeitlichen Terranen ließ die Anschauung aufkommen, dass die Abreicherung des Erdmantels durch den Entzug von Krustenmaterial vor 3800 Millionen Jahren noch vernachlässigbar war. Die Granitoide des Saglek-Blocks zeigen aber leicht suprachondritische Hafniumisotopen in ihren eoarchaischen Zirkonen und verweisen somit auf die Existenz einer sehr frühen und langen Mantelabreicherung – was auch von Neodymisotopen nahegelegt wird.
Der Löwenanteil juveniler, kontinentaler Kruste ist offensichtlich während des Eoarchaikums entstanden. Unter Berücksichtigung der geochemischen Zusammensetzung der Granitoide im Saglek-Block lässt sich die Natur ihrer krustalen Vorläufer erschließen. Hierbei weisen die Hafniumisotopen der unterschiedlichen TTG-Generationen auf ein Aufschmelzen mafischer Kruste sowohl des Eoarchaikums, aber auch des Hadaikums, hin. Die juvenilen Iqaluk- und Uivak I-TTGs stimmen mit dem Aufschmelzen von 3900 bis 3800 Millionen Jahre alter mafischer Kruste überein – jedoch deuten die Uivak II- und Iluilik-TTGs auf ein Aufschmelzen von wesentlich älteren (bis zu 4300 Millionen Jahre) mafischen Quellgesteinen hin. Wie auch im Südwesten Grönlands zeigen die Saglek-Granitoide zwischen rund 3300 und 3200 Millionen Jahre einen deutlichen Übergang von relativ nicht-radiogenen zu juvenilen Zusammensetzungen. Der felsische Magmatismus des Neoarchaikums wurde im Saglek-Block durch eine Wiederaufarbeitung der eoarchaischen TTGs beherrscht – ohne jeden weiteren Zusatz von juvenilem Material.